# Wheeler Dryden
George Wheeler Dryden, né le 31 août 1892 à Brixton et mort le 30 septembre 1957 à Los Angeles, est un acteur et réalisateur britannique. Il était le fils de Leo Dryden (en), organisateur de spectacle et d'Hannah Chaplin, comédienne et mère de Charlie Chaplin (il était donc son demi-frère). Il était aussi le père de Spencer Dryden, deuxième batteur de Jefferson Airplane.

## Circonstances de sa naissance
Hannah Hill Chaplin a eu trois fils, tous de pères différents. En 1885, elle accouche de Sydney, né de père inconnu. La même année, elle épouse Charles Spencer Chaplin Sr. qui reconnaît Sydney comme s'il s'agissait de son propre fils. En 1889, Hannah donne naissance à Charlie Chaplin. En 1891, Hannah fait la connaissance de Leo Dryden, qui donne quelques rôles à Hannah dans ses spectacles. Leo et Hannah tombent amoureux l'un de l'autre. À la fin de l'année 1891, Hannah tombe enceinte de Leo. Au début de l'année suivante, alors que Charlie n'a que 3 ans, Hannah et son mari Charles se séparent. Wheeler naît le 31 août 1892 et Hannah se met en ménage avec Leo mais leur liaison ne dure pas. Leo quitte Hannah et emmène avec lui Wheeler, alors âgé de quelques mois. C'est le début de la déchéance pour Hannah qui, en perdant à la fois son compagnon et son dernier fils et se retrouvant toute seule à la charge de Sydney et de Charlie, s'enfonce un peu plus dans la dépression et la pauvreté car elle perd sa voix et aucun metteur en scène ne veut plus l'embaucher. Wheeler ne connaîtra sa mère que bien plus tard, après 1921, quand Charlie aura fait sortir celle-ci de son asile d'aliénés britannique afin qu'elle vive avec lui à Hollywood.

## Tournée en Inde
Pendant toute la jeunesse de Wheeler, Leo a emmené ce dernier avec lui dans tous les lieux où il organisait des spectacles. Wheeler a 23 ans en 1918 et se trouve avec son père en tournée en Inde, alors colonie britannique, quand Leo lui apprend que son demi-frère n'est autre que Charlie Chaplin, devenu 4 ans auparavant une célébrité mondiale dans le milieu du cinéma à Hollywood. Très ému par ces révélations sur ses origines, Wheeler écrit plusieurs lettres à Charlie Chaplin mais il ne reçoit aucune réponse car ces lettres ne parviennent pas à destination. Wheeler écrit alors à l'actrice Edna Purviance, qui avait tourné dans plusieurs films de Charlie à partir de 1915, en lui demandant de transmettre sa lettre à Charlie. Cette tactique réussit enfin. Wheeler quitte l'Inde pour la Californie et fait la connaissance de ses deux demi-frères Sydney et Charlie.

## Carrière cinématographique
Arrivé aux États-Unis, Wheeler fait ses premières armes en tant qu'acteur de cinéma en 1919 avec le film Tom's Little Star de George Terwilliger. À partir de ce film, sa carrière d'acteur se poursuit avec plusieurs courts-métrages, notamment Mud and Sand en 1922 avec Laurel et Hardy. En 1928, il réalise son unique film Le Mari déchaîné (A little bit of fluff) avec Sydney Chaplin dans le premier rôle. À partir des années 1940, Charlie Chaplin le nomme assistant du metteur en scène et lui donne des petits rôles dans Le Dictateur et Monsieur Verdoux. Son dernier rôle au cinéma sera celui d'un docteur dans Les Feux de la rampe (Limelight) en 1952.

## Fin de sa vie
Excédé par les pressions du FBI et de la Commission des activités anti-américaines à son encontre, Charlie Chaplin décide de quitter les États-Unis et demande à Wheeler de solder toutes ses activités économiques et artistiques dans ce pays. Après le départ de Charlie pour la Suisse, Wheeler vend le studio de son demi-frère en 1954. Il meurt en 1957 à Los Angeles dans un état assez dépressif, constamment perturbé et importuné par les questions du FBI sur les opinions politiques de Charlie.